# Yoko Shinozaki
Yoko Shinozaki (em japonês:  篠崎 洋子; 29 de janeiro de 1945) é uma ex-jogadora de voleibol do Japão que competiu nos Jogos Olímpicos de 1964.
Em 1964, ela fez parte da equipe japonesa que conquistou a medalha de ouro no torneio olímpico.